# Poieni-Solca
Poieni-Solca è un comune della Romania di 2 046 abitanti, ubicato nel distretto di Suceava, nella regione storica della Bucovina. 
Poieni-Solca è divenuto comune autonomo nel 2007, in attuazione di un referendum svoltosi nel 2005, staccandosi dalla città di Solca.